# 大塚安里
大塚 安里（おおつか あんり、1979年11月30日 - ）は、千葉県市川市出身のタレント。元アミューズ所属。
タレントの桂菊丸と歌手の泉アキの間の次女として生まれた。実姉はDJのANNA。

## 出演

### テレビドラマ
- 並木家の人々（1993年、フジテレビ）
- 新・お水の花道（2001年、フジテレビ）
- スチュワーデス刑事（2002年、フジテレビ）
- First Love（2002年、TBS）
- 恋愛偏差値（2002年、フジテレビ）
- 逮捕しちゃうぞ（2002年、テレビ朝日）
- スカイハイ（2003年、テレビ朝日）
- クニミツの政（2003年、フジテレビ）
- いちばん暗いのは夜明け前（2005年、テレビ東京）